# Menceyato de Icode

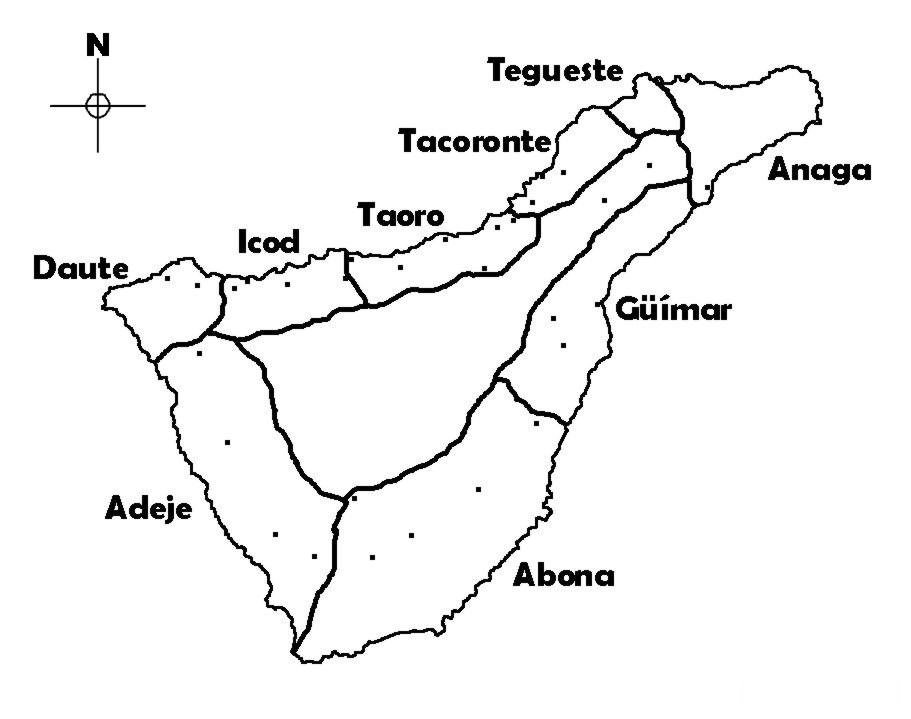
Menceyatos de Tenerife

Menceyato de Icode foi um dos nove reinos dos Guanches da a ilha de Tenerife nas Ilhas Canárias no momento da conquista da Coroa de Castela no século XV.
Estava localizado ao norte da ilha. Ocupou os municípios de El Tanque, La Guancha, Icod de los Vinos e parte de Garachico.
Seus conhecidos menceyes (rei guanches) eram Chincanairo e Pelicar.